# FC Sopron
Der FC Sopron war ein 1921 gegründeter ungarischer Fußballverein aus der an der Grenze zu Österreich gelegenen Stadt Sopron. Der FC Sopron trug seine Heimspiele im Városi Stadion (dt. „Städtisches Stadion“) aus, das 5.800 Zuschauer fasste, und spielte von 2000 bis zu seiner Auflösung im Frühjahr 2008 in der ersten Spielklasse. Die Vereinsfarben waren Bordeauxrot-Weiss.

## Titel
- Ungarischer Pokalsieger: 2005

## Namensänderungen
- 1921: Soproni SE, Soproni Sport Egyesület
- 1923: Soproni Postás,  Soproni Postás Sport Kör (dt.: "Soproner Post")
- 1945: Soproni Postás, Soproni Postás Sport Egyesület
- 1991: Soproni Távközlés, Soproni Távközlési Sport Egyesület (dt.: "Soproner Fernmeldewesen")
- 1994: MATÁV Sopron, Magyar Távközlési Vállalat Sport Club Sopron
- 1998: MATÁV Sopron, Magyar Távközlési Vállalat Football Club Sopron
- 2000: MATÁV Sopron, Magyar Távközlési Vállalat Football Club Compaq Sopron
- 2002: MATÁV Sopron, Magyar Távközlési Vállalat Football Club Sopron
- 2005: FC Sopron, Football Club Sopron

## Geschichte
Der Fußballklub wurde im Jahr 1921 als Soproni Sport Egyesület (dt.: Ödenburger Sportverein) gegründet. Seit 2000 spielte die Mannschaft wieder in der ersten ungarischen Liga, der Nemzeti Bajnokság I., der sie bereits von 1993 bis 1995 angehörte.
2002 wurde der Cheftrainer Tibor Simon, ein ehemaliger Spieler von Ferencváros Budapest, nach einer Kneipentour ermordet, was die ungarische Presse lange beschäftigte. 2004 erreichte der FC Sopron mit dem 5. Platz seine bislang beste Platzierung in der ersten Liga. Mihály Tóth wurde in der Saison 2003/04 mit 17 Toren Torschützenkönig.
Im Jahr 2005 wurde der FC Sopron (damals unter dem Namen Matáv FC Sopron) durch einen überraschenden 5:1-Sieg im Finale gegen Rekordmeister Ferencváros ungarischer Pokalsieger und qualifizierte sich für den UEFA-Pokal.
Ab Beginn der Saison 2007/08 saß Lajos Détári, der früher bei Eintracht Frankfurt als Spieler aktiv war, auf der Trainerbank des Vereins.
Im Januar 2008 wurde dem Verein die Lizenz entzogen, so dass der FC Sopron den Spielbetrieb einstellen musste. Grund dafür war der Rückzug des italienischen Sponsors Carrefur Ltd.

## Europapokalbilanz
| Saison  | Wettbewerb         | Runde                  | Gegner          | Gesamt | Hin     | Rück    |
| ------- | ------------------ | ---------------------- | --------------- | ------ | ------- | ------- |
| 2004    | UEFA Intertoto Cup | 1. Runde               | FK Teplice      | 2:3    | 1:0 (H) | 1:3 (A) |
| 2005/06 | UEFA-Pokal         | 2. Qualifikationsrunde | Metalurh Donezk | 1:5    | 0:3 (H) | 1:2 (A) |
| 2006    | UEFA Intertoto Cup | 2. Runde               | Kayserispor     | 3:4    | 3:3 (H) | 0:1 (A) |

Gesamtbilanz: 6 Spiele, 1 Sieg, 1 Unentschieden, 4 Niederlagen, 6:12 Tore (Tordifferenz −6)

## Besitzverhältnisse
Der Verein, der als kommerzielle Entität als AZ FC Sopron Futball Sportszolgáltató KFT. firmierte, befand sich bis von 2005 bis 2007 zu 79 % im Besitz des aus Rumänien stammenden Ungarn László Máriusz Vízer, der auch Vorsitzender des Europäischen Judoverbandes ist. 21 % befand sich im Eigentum der Sopron MJV Önkormányzata. 2007 verkaufte Vízer seine Anteile an einen italienischen Investor, der den Spielbetrieb allerdings nach kurzer Zeit einstellte.

## Bekannte Spieler
- Gábor Babos
- Bálint Bajner
- Zsolt Bárányos
- Szabolcs Huszti
- Mihály Tóth
- Rolf Martin Landerl
- Luigi Sartor
- Giuseppe Signori
- Laurențiu Rus

## Bekannte Trainer
- Pál Csernai (15. Oktober 1994 bis 1. April 1995)
- Tibor Selymes (2005 bis 2006)
- Lajos Détári (2007 bis 2008)